# 生物氧化物和生命探测
生物氧化物和生命探测（英語：Biological Oxidant and Life Detection）是一项前往火星搜寻微生物生命印迹或证据的概念性任务。该任务的目标是测量火星土壤中存在的过氧化氢（H
2O
2），并测试通常与生命有关的作用过程。预计将有包含电源、氧化物和生命探测设备以及一架发射器在内的六个着陆包“轻柔”地撞击到火星表面，该任务首次于2012年提出。

## 概述
前往火星的海盗号计划是迄今为止唯一进行过生命探测实验的任务，其结果模棱两可且仍有争议。该任务的支持者认为，新的发现和假设会促使人们重新评估海盗号的结果，并从总体上重新考察关于火星生命存在与否的证据。除欧空局的火星地外生命探测任务外，近期和当前即将发射的任务均侧重于宜居性因素考虑（例如凤凰号、火星科学实验室），而没有对火星生命的直接检测。
生物氧化物与生命检测任务的设计成本较目前大多数火星任务更低，因为它仅由一艘载有6台探测器的运载工具组成，没有计划配置轨道飞行器。探测器将利用现有火星轨道器进行通信中继。探测器的数量旨在提供一定程度的任务冗余，以防其中一些探测器不能成功着陆或发生故障。

## 科学目标
该任务的科学目标是：确定火星土壤中的未知氧化物，这是在海盗号计划之后提出的，并探索火星近表面是否存在现存的生命。与海盗号在火星上寻找全球分布的丰富异养生物不同，该任务将进行更全面的搜寻，包括岩石自养和光养微生物，以及各种生命印迹。

## 着陆探测器
如果该任务被选中并获得拨款，载有着陆探测器的运载工具将被发射到环火星的圆形轨道上。该航天器将配备一枚小型固体火箭，以提供插入进入轨道所需的减速，从而可安全地将探测器释放到火星表面。如果需要满足科学目标，地形导航系统与强大的推进力相结合，可允许精确定位至米级水平。每台探测器的质量为59公斤（130磅），探测仪器小于10公斤（22磅）。每台探测器的着陆系统都使用一具降落伞和一层可压碎的外壳，在隔热罩后面实现“软”着陆。着陆后，尖端的科学仪器将穿透火星表土30厘米（1英尺），该深度足以进行精确的科学测量。着陆探测器将由电池供电，每台着陆探测器任务持续时间预计为10个火星日。

## 仪器设备
每台探测器上设想的仪器组件包括：
1. 多光谱显微成像仪实验；
2. 荧光染色实验；
3. 纳米孔隙实验；
4. 手性实验；
5. 过氧化氢实验。